# الباندرموي
البَانْدَرْمَوي (1111 - 1172 هـ / 1700 - 1758 م) هو فقيه حنفي ومتصوف نقشبندي، رومي.
هو حامد بن يوسف بن حامد، ضياء الدين الأُسكُداري الباندرموي. ولد ونشأ بالأستانة وقام برحلة إلى الشام ومصر لطلب العلم، ثم عاد فسكن باندرمة وبها وفاته.

## آثاره
من آثاره: «جامع الفهارس» و «تخريج أحاديث شرعة الإسلام» و«تعريفات الفحول في الأصول» و«شهود الفرائض» و«مخلفات حكماء اليونان في معرفة الميزان» و«مهمات الكافي في العروض والقوافي» و«شهود كتاب في حدود علم الآداب» و«عقود الدرر في حدود علم الأثر» و«عقود الفرائض في حدود العقائد».